# Euplectus confluens
Euplectus confluens är en skalbaggsart som beskrevs av Leconte 1849. Euplectus confluens ingår i släktet Euplectus och familjen kortvingar. Inga underarter finns listade i Catalogue of Life.